# Humble (Texas)
Humble és una ciutat del Comtat de Harris a l'estat de Texas. Segons el cens del 2000 tenia 14.579 habitants.

## Demografia
Segons el cens del 2000, Humble tenia 14.579 habitants, 5.460 habitatges, i 3.652 famílies. La densitat de població era de 570,3 habitants per km².
Dels 5.460 habitatges en un 37% hi vivien nens de menys de 18 anys, en un 44,6% hi vivien parelles casades, en un 16,8% dones solteres, i en un 33,1% no eren unitats familiars. En el 26,3% dels habitatges hi vivien persones soles el 5,9% de les quals corresponia a persones de 65 anys o més que vivien soles. El nombre mitjà de persones vivint en cada habitatge era de 2,62 i el nombre mitjà de persones que vivien en cada família era de 3,18.
Per edats la població es repartia de la següent manera: un 28% tenia menys de 18 anys, un 12,3% entre 18 i 24, un 31,8% entre 25 i 44, un 19,4% de 45 a 60 i un 8,5% 65 anys o més.
L'edat mediana era de 30 anys. Per cada 100 dones de 18 o més anys hi havia 91,4 homes.
La renda mediana per habitatge era de 37.834$ i la renda mediana per família de 46.399$. Els homes tenien una renda mediana de 34.434$ mentre que les dones 26.988$. La renda per capita de la població era de 17.678$. Aproximadament el 12,2% de les famílies i el 15,5% de la població estaven per davall del llindar de pobresa.

## Poblacions properes
El següent diagrama mostra les poblacions més properes.